# Ducado de Peñaranda de Duero
El ducado de Peñaranda de Duero es un título nobiliario español concedido por el rey Felipe III, el 22 de mayo de 1608, a Juan de Zúñiga Avellaneda y Bazán, caballero y trece de la Orden de Santiago.
Su nombre se refiere al municipio burgalés de Peñaranda de Duero.

## Duques de Peñaranda
|                                   | Titular                                                  | Periodo                           | Casa                              |
| Creación por Felipe III de España | Creación por Felipe III de España                        | Creación por Felipe III de España | Creación por Felipe III de España |
| --------------------------------- | -------------------------------------------------------- | --------------------------------- | --------------------------------- |
| I                                 | Juan de Zúñiga Avellaneda y Bazán                        | 1608-1608                         | Casa de Zúñiga                    |
| II                                | Diego de Zúñiga y Pacheco                                | 1608-1626                         | Casa de Zúñiga                    |
| III                               | Francisco de Zúñiga y Avellaneda                         | 1626-1632                         | Casa de Zúñiga                    |
| IV                                | Diego de Zúñiga Avellaneda y Bazán                       | 1632-1666                         | Casa de Zúñiga                    |
| V                                 | Fernando de Zúñiga Avellaneda y Bazán                    | 1666-1681                         | Casa de Zúñiga                    |
| VI                                | Isidro de Zúñiga Avellaneda y Bazán                      | 1681-1691                         | Casa de Zúñiga                    |
| VII                               | Ana María de Zúñiga Avellaneda y Bazán                   | 1691-1700                         | Casa de Zúñiga                    |
| VIII                              | Joaquín López de Zúñiga y Chaves                         | 1700-1725                         | Casa de Zúñiga                    |
| IX                                | Antonio López de Zúñiga y Chaves                         | ¿? -1765                          | Casa de Zúñiga                    |
| X                                 | Pedro de Alcántara López de Zúñiga y Chaves              | 1765-1790                         | Casa de Zúñiga                    |
| XI                                | María del Carmen Josefa López de Zúñiga Chaves y Velasco | 1790-1829                         | Casa de Zúñiga                    |
| XII                               | Eugenio Portocarrero y Palafox                           | 1829-1834                         | Casa de Portocarrero              |
| XIII                              | Cipriano Portocarrero y Palafox                          | 1834-1839                         | Casa de Portocarrero              |
| XIV                               | María Francisca Portocarrero y Kirkpatrick               | 1839-1860                         | Casa de Portocarrero              |
| XV                                | Carlos Fitz-James Stuart y Portocarrero                  | 1860-1901                         | Casa de Alba                      |
| XVI                               | Hernando Carlos Fitz-James Stuart y Falcó                | 1902-1936                         | Casa de Fitz-James Stuart         |
| XVII                              | Hernando Fitz-James Stuart y Saavedra                    | 1954-1971                         | Casa de Fitz-James Stuart         |
| XVIII                             | Jacobo Hernando Fitz-James Stuart y Gómez                | 1971-actual titular               | Casa de Fitz-James Stuart         |

## Historia de los duques de Peñaranda
- Juan de Zúñiga Avellaneda y Bazán (1541-Peñaranda de Duero, 4 de septiembre de 1608),[2] I duque de Peñaranda de Duero,[3] virrey y capitán general de Cataluña (1583-1586), virrey de Nápoles (1586-1595) y caballero de la Orden de Santiago

Casó con su sobrina, María de Zúñiga y Avellaneda (m. 16 de septiembre de 1630), VI condesa de Miranda del Castañar, II marquesa de Bañeza, VI vizcondesa de los Palacios de Valduerna y señora de la casa de Bazán. Sucedió su hijo:
- Diego de Zúñiga y Pacheco (1590-19 de octubre de1626), II duque de Peñaranda de Duero.[3]

Casó con Francisca de Sandoval y Rojas, hija del I duque de Lerma.  Sucedió su hijo:
- Francisco de Zúñiga y Avellaneda (1611-13 de enero de 1662), III duque de Peñaranda de Duero,[3] VII conde de Miranda del Castañar,[4] VII vizconde de los Palacios de Valduerna, V marqués de La Bañeza, caballero de la Orden de Santiago y gentilhombre de cámara del rey.[5]

Casó el 6 de marzo de 1631, con Ana Enríquez de Acevedo, marquesa de Mirallo y III marquesa de Valdunquillo. Sucedió su hijo:
- Diego de Zúñiga Avellaneda y Bazán (m. 1 de julio de 1666), IV duque de Peñaranda de Duero,[3] VIII conde de Miranda del Castañar,[4] VI marqués de La Bañeza, VIII vizconde de los Palacios de Valduerna, IV marqués de Valdunquillo y V marqués de Mirallo.

Sin descendencia, sucedió su hermano:
- Fernando de Zúñiga Avellaneda y Bazán (Madrid, 19 de octubre de 1647-18 de julio de 1681), V duque de Peñaranda de Duero,[3] IX conde de Miranda del Castañar,[4] VII marqués de La Bañeza, V marqués de Valdunquillo, VI marqués de Mirallo y IX vizconde de los Palacios de Valduerna.[6]

Casó en primeras nupcias, el 8 de septiembre de 1666, con Estefanía Pignatelli de Aragón (m. 1667).
Contrajo un segundo matrimonio en Madrid (San Sebastián) el 20 de septiembre de 1673 con Ana Ventura de Zúñiga y Dávila. Sucedió su hermano:
- Isidro de Zúñiga Avellaneda y Bazán (1652-9 de mayo de 1691), VI duque de Peñaranda de Duero,[3] X conde de Miranda del Castañar,[4] IX marqués de La Bañeza, X vizconde de los Palacios de la Valduerna, VI marqués de Valdunquillo y VII marqués de Mirallo.[6]

Casó en primeras nupcias con Ana de Zúñiga y Guzmán y, en segundas nupcias, el 29 de septiembre de 1685, con Catalina Colón de Portugal(m. 1700). Sin descendencia, sucedió su hermana:
- Ana María de Zúñiga Avellaneda y Bazán (m. 6 de octubre de 1700), VII duquesa de Peñaranda de Duero,[3] XI condesa de Miranda del Castañar,[4] VII duquesa de Peñaranda de Duero, X marquesa de La Bañeza, XI vizcondesa de los Palacios de la Valduerna, VII marquesa de Valdunquillo y VIII marquesa de Mirallo.[6]

Casó, el 10 de octubre de 1669, en el Palacio Real de Madrid, con Juan de Chaves Chacón, V conde de Casarrubios del Monte, II conde de Santa Cruz de la Sierra, y II vizconde de la Calzada. Sucedió su hijo:
- Joaquín López de Zúñiga y Chaves (Madrid, 20 de julio de 1670-28 de diciembre de 1725), VIII duque de Peñaranda de Duero,[3] XII conde de Miranda del Castañar,[4] XI marqués de La Bañeza, XII vizconde de los Palacios de la Valduerna, VIII marqués de Valdunquillo, IX marqués de Mirallo, VI conde de Casarrubios del Monte, III conde de Santa Cruz de la Sierra y III vizconde de la Calzada.[8]

Casó en primeras nupcias, el 27 de enero de 1695, con Isabel Rosa de Ayala Zúñiga y Fonseca (m. 1717) y en segundas nupcias, alrededor de 1720, con Manuela Cardeña Aguilera. Sucedió su hijo del primer matrimonio:
- Antonio López de Zúñiga y Chaves (Madrid, 20 de junio de 1698-Madrid, 28 de agosto de 1765), IX duque de Peñaranda de Duero,[3] XIII conde de Miranda del Castañar,[4] IX marqués de Valdunquillo, X marqués de Mirallo, VII conde de Casarrubios del Monte, IV conde de Santa Cruz de la Sierra, XIII vizconde de los Palacios de Valduerna, XIII marqués de La Bañeza y V vizconde de la Calzada.[8]

Casó, el 10 de noviembre de 1726, con María Teresa Pacheco Téllez-Girón y Toledo (m. 1755). Sucedió su hijo:

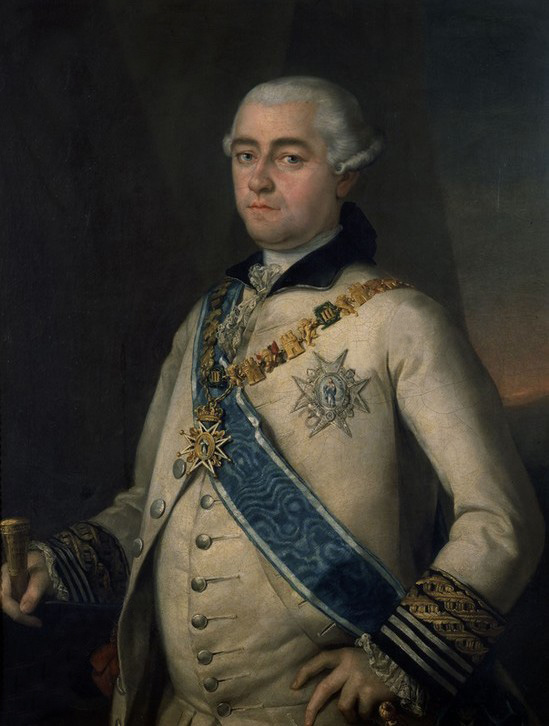
Retrato de Pedro de Alcántara López de Zúñiga, conde de Miranda del Castañar, por Goya, 1774

- Pedro de Alcántara López de Zúñiga y Chaves (m. 27 de marzo de 1790), X duque de Peñaranda de Duero,[3] XIV conde de Miranda del Castañar,[10] XIV marqués de La Bañeza, XIV vizconde de los Palacios de la Valduerna, X marqués de Valdunquillo, XI marqués de Mirallo, VIII conde de Casarrubios del Monte y V conde de Santa Cruz de la Sierra.[11]

Casó el 10 de marzo de 1763, con Ana Fernández de Velasco y Pacheco (m. 1788). Sucedió su hija:
- María del Carmen Josefa López de Zúñiga Chaves y Velasco (4 de noviembre de 1829), XI duquesa de Peñaranda de Duero,[3] XV condesa de Miranda del Castañar,[10] XVI marquesa de La Bañeza, XV vizcondesa de los Palacios de la Valduerna, XI marquesa de Valdunquillo, XII marquesa de Mirallo, IX condesa de Casarrubios del Monte, VI condesa de Santa Cruz de la Sierra, XV marquesa de Moya y I condesa de San Esteban de Gormaz.[11]

Caso en primeras nupcias con Pedro de Alcántara Álvarez de Toledo y Gonzaga y en segundas nupcias con José Martínez Yanguas. Sucedió su sobrino, nieto del XIII conde de Miranda del Castañar, hijo de María Francisca de Guzmán y Portocarrero —hija de María Josefa Chaves-Chacón y Pacheco, y de su esposo Cristóbal Pedro Portocarrero y Guzmán, VI marqués de Valderrabano—,y de su esposo, Felipe Antonio José de Palafox Centurión Croy D'Havre.
- Eugenio Portocarrero y Palafox (12 de febrero de 1773-18 de julio de 1834), XII duque de Peñaranda de Duero,[3] XVI conde de Miranda del Castañar,[10] VII conde de Montijo,[12] XVII marqués de La Bañeza, XVI vizconde de los Palacios de la Valduerna, XII marqués de Valdunquillo, XIII marqués de Mirallo, X conde de Casarrubios del Monte, VII conde de Santa Cruz de la Sierra, XVI marqués de Moya, XXX conde de San Esteban de Gormaz, VIII marqués de Valderrábano, VI conde de Fuentidueña, XII marqués de la Algaba, VII marqués de Osera, VI marqués de Castañeda, X conde de Baños, XVII conde de Teba, XVI marqués de Ardales, VII conde de Ablitas y VIII vizconde de la Calzada.[13]

Casó en 1792 con María Ignacia Idiáquez y Carvajal. Sin descendencia, sucedió su hermano:

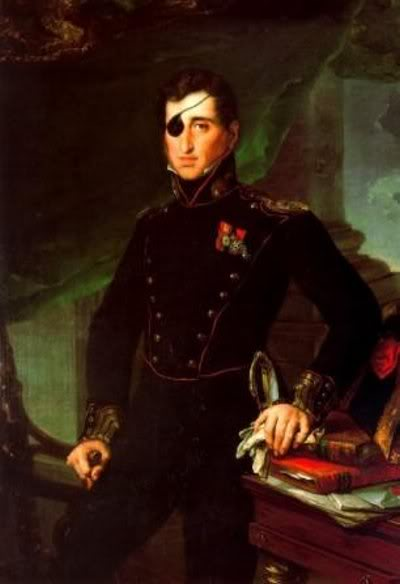
Cipriano Palafox y Portocarrero

- Cipriano Portocarrero y Palafox (m. 15 de marzo de 1839), XIII duque de Peñaranda de Duero,[3] XVII conde de Miranda del Castañar, VIII conde de Montijo,[12] XVIII marqués de La Bañeza, XVII vizconde de los Palacios de la Valduerna, XIII marqués de Valdunquillo, XIV marqués de Mirallo, XI conde de Casarrubios del Monte, VIII conde de Santa Cruz de la Sierra, IX vizconde de la Calzada, XVII marqués de Moya, XXI conde de San Esteban de Gormaz, IX marqués de Valderrábano, VII conde de Fuentidueña, XII marqués de la Algaba, VIII marqués de Osera, VII marqués de Castañeda, XI conde de Baños, VIII conde de Ablitas, X marqués de Fuente el Sol XVIII conde de Teba, XVII marqués de Ardales, X conde de Mora, prócer del reino y senador por Badajoz.[14]

Contrajo matrimonio el 15 de diciembre de 1817 con María Manuela Kirkpatrick y Grevignée (m. 1879). Sucedió su hija:
- María Francisca Portocarrero y Kirkpatrick, (16 de septiembre de 1860), XIV duquesa de Peñaranda de Duero,[3] XVIII condesa de Miranda del Castañar,[10] IX condesa de Montijo,[12] XI condesa de Mora, XIX marquesa de La Bañeza, XIV marquesa de Valdunquillo, XV marquesa de Mirallo, X marquesa de Valderrábano, XIII marquesa de la Algaba, VIII marquesa de Castañeda, XIII condesa de Casarrubios del Monte, XXII condesa de San Esteban de Gormaz, VIII condesa de Fuentidueña, XVIII vizcondesa de los Palacios de la Valduerna, X vizcondesa de la Calzada, XVI marquesa de Villanueva del Fresno y XVI marquesa de Barcarrota.[14]

Casó el 14 de febrero de 1844 con Jacobo Fitz-James Stuart y Ventimiglia, XV duque de Alba. Sucedió su hijo:
- Carlos Fitz-James Stuart y Portocarrero (Madrid, 4 de diciembre de 1849-Nueva York, 15 de octubre de 1901), XV duque de Peñaranda de Duero,[3] XIX conde de Miranda del Castañar,[10] XVI duque de Alba,[15] X conde de Montijo,[12] XI vizconde de la Calzada, etc. senador y caballero del Toisón de Oro.[15]

Casó el 10 de diciembre de 1877, con María Rosario Falcó y Osorio (m. 1904), XXI condesa de Siruela. Sucedió su hijo:
- Hernando Carlos Fitz-James Stuart y Falcó (m. 8 de noviembre de 1936), XVI duque de Peñaranda de Duero,[3] XI conde de Montijo,[12]

Casó, el 20 de diciembre de 1920, con Carmen de Saavedra y Collado, marquesa de Villaviciosa (m. 1967).  Sucedió su hijo:
- Hernando Fitz-James Stuart y Saavedra (El Guadalperal, 24 de enero de 1922-El Guadalperal,  20 de julio de 1970),[16] XVII duque de Peñaranda de Duero,[3] y XII conde de Montijo[12] y XIII marqués de Valderrábano.[16]

Casó, el 23 de marzo de 1944, con Isabel Gómez-Pablos y Ruiz de Villegas (1945-1994).  Sucedió su hijo:
- Jacobo Hernando Fitz-James Stuart y Gómez (n. 5 de noviembre de 1947), XVIII duque de Peñaranda de Duero,[3] VIII duque de la Roca,[17] VI marqués de la Laguna,[18] IV marqués de Viana,[18] XIII conde de Montijo,[12]  cinco veces grande de España, XII marqués de Coquilla, XVI marqués de Sofraga, XVI marqués de Villaviciosa, IX conde de Torrehermosa, IV conde de Urbasa y XII duque de Berwick en Inglaterra.[19]